# Władcy Brazylii
Lista monarchów panujących w Brazylii

## Królestwo Brazylii w ramachZjednoczonego Królestwa Portugalii, Brazylii i Algarve(1815-1822)

### Dynastia Bragança
- 1815–1816 Maria I
- 1816–1822 Jan VI

## Cesarstwo Brazylii(1822-1889)

### Dynastia Bragança
- 1822–1831 Piotr I (abdykacja, zm. 1834)
- 1831–1889 Piotr II (syn, usunięty, zm. 1891)
  - tymczasowa regencja (7 kwietnia - 18 czerwca 1831):
    - José Joaquim Carneiro de Campos
    - Nicolau Pereira de Campos Vergueiro
    - Francisco de Lima e Silva

  - regencja (18 czerwca 1831 - 12 października 1835)
    - Francisco de Lima e Silva
    - José da Costa Carvalho
    - João Bráulio Muniz

  - Diogo Antônio Feijó (regent) (12 października 1835 - 19 września 1837)
  - Pedro de Araújo Lima (regent) (19 w rzesnia1837 - 23 lipca 1840, regent tymczasowy do 7 października 1838)

Tytuł cesarski przysługiwał również na mocy traktatu z Rio de Janeiro:
- 1825–1826 Jan I - ponownie - cesarz tytularny

1889 - zniesienie monarchii, powołanie republiki.